# Udruženje javnih radija i televizija
Związek publicznego radia i telewizji (serb. Удружење јавних радија и телевизија (УЈРТ), trl. Udruženje javnih radija i televizija) – serbsko-czarnogórski publiczny związek nadawców radiowo-telewizyjnych, były członek Europejskiej Unii Nadawców. Powstał w 2001 roku.

## Członkowie
- Radio-Televizija Crne Gore (RTCG) – nadawca pochodzący z Czarnogóry
- Radio-Televizija Srbije (RTS) – nadawca pochodzący z Serbii